# Pamplin City
Pamplin City est une municipalité américaine principalement située dans le comté d'Appomattox en Virginie. Selon le recensement de 2010, Pamplin City compte 219 habitants.

## Géographie
Selon le Bureau du recensement des États-Unis, Pamplin City s'étend en 2010 sur une superficie de 0,32 mille carré (0,83 km2). Une petite partie de la municipalité se trouve dans le comté du Prince-Édouard voisin : 0,03 mille carré (0,08 km2) pour 31 habitants .

## Histoire
La localité est fondée à la fin du XVIIIe siècle. Elle est nommée Merriman’s Shop avant d'être renommée, en 1854, en l'honneur de Nicholas Calvin Pamplin qui fit don de terres pour la construction du Norfolk and Western Railway. Située à l'intersection de deux importantes lignes ferroviaires, Pamplin City devient une ville économiquement prospère, accueillant notamment la plus importante usine de pipes en argile du pays ou du monde,.
Le centre-ville de Pamplin City compte plusieurs monuments construits en 1909, après un important incendie qui poussa les élus locaux à imposer les constructions en brique. En 2014, il est inscrit sur la « liste des lieux historiques les plus en danger » par l'association Preservation Virginia.